# 谢尔盖·卡皮察
谢尔盖·彼得罗维奇·卡皮察（俄语：Сергей Петрович Капица，1928年2月14日—2012年8月14日），著名俄罗斯物理学家、科学传播家、科学形象代言人、科学电视节目“Obvious yet incredible”主持人，《科学美国人》俄文版创办人，著名低温物理学家彼得·卡皮察之子。他的兄弟是地理学家、南极洲探险家安德烈·彼得罗维奇·卡皮察。

## 生平
1928年，谢尔盖·卡皮察出生于英国剑桥，并于1935年随全家搬到苏联。1949年毕业于莫斯科航空学院，开始工程和科学研究。1956年卡皮察进入苏联物理问题研究所，从事电动力学研究。期间，他尝试用快电子产生电磁辐射，并提出了散射介质中的切伦科夫辐射理论。他还亲自从事或指导完成了磁体设计、微波测量、开端式共振腔的电动力和可调谐亚毫米波发生器等重要课题。他在人口统计学领域也有重要贡献。
为促进科学传播，他自1973年起达40年间主持科学电视节目“Obvious yet incredible”，深受广大人民群众喜爱。1982年，他还创建了《科学美国人》俄文版。